# Castelul de vânătoare din Lăpușna

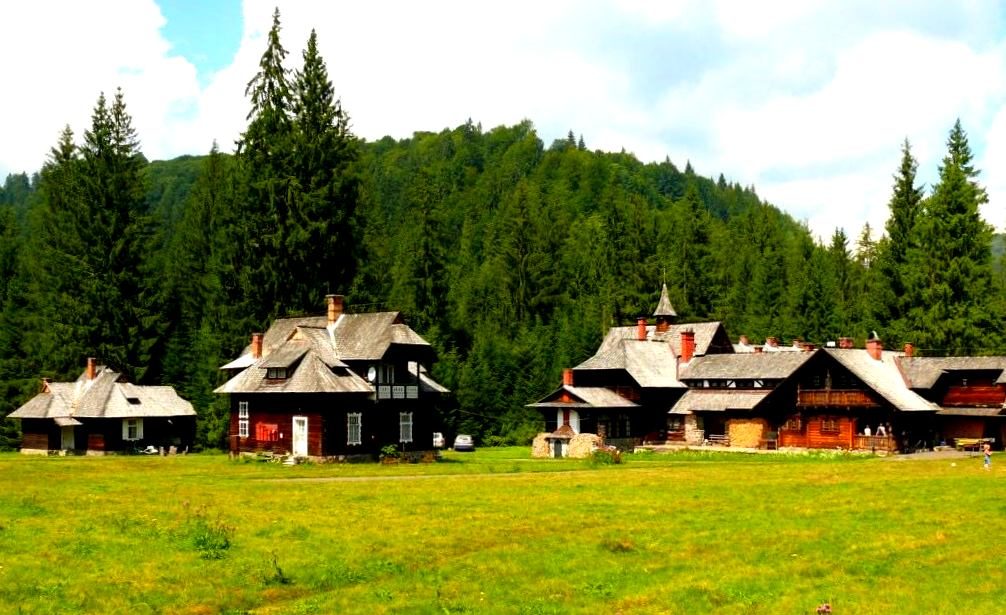
Castelul și clădirile anexe (octombrie 2009)

Castelul de vânătoare din Lăpușna este un monument istoric situat în Munții Gurghiului, la altitudinea de 815 metri, în comuna Ibănești, la o distanță de 70 kilometri de Târgu Mureș. A fost ridicat între anii 1925-1926, însă a fost finalizat și decorat abia în 1933. A aparținut regilor României Ferdinand și Carol al II-lea.

## Istoric și trăsături
Complexul de la Lăpușna este situat într-un cadru natural pitoresc, în mijlocul unei păduri de brad, este format dintr-un castel compus din șase corpuri de clădire cu 23 de camere, o casă de vânătoare cu 12 camere și teren forestier de peste 4 hectare. În anul 1923, regele Ferdinand I a intrat în posesia a 4 hectare de pădure și pășune. Lucrările la castel au început cu defrișarea terenului și delimitarea proprietății, perimetrul poienii centrale, privit de sus, reproducea harta României Mari. Clădirea principală a fost construită din lemn de molid, pe fundație din piatră cioplită, după proiectele arhitectului palatului regal, contele Lecomte du Noüy, venit în România pentru restaurarea bisericii episcopale din Curtea de Argeș. La construirea clădirilor anexe au fost utilizați în parte bani publici și mână de lucru locală. Finisajele interioare au fost realizate de meșteri din Reghin: Gustav Muller și Adolf Golner. La aceștia se adaugă Karl Schneidorfer din Reghin, care a executat lucrările de tâmplărie. Totul în încăperi este original: șase sobe de teracotă, făcute în atelierele de la Viena, sticla de la geamurile duble, făcută manual la „glăjăria” din apropiere, candelabrele realizate din fier forjat. Clădirea era electrificată încă din 1926, cu ajutorul unui generator de 17 KW. La intrarea principală este o ușă cu vitralii care simbolizează vânătoarea, păstoritul și obiceiurile din zonă, vitralii realizate la München, în 1926.
După moartea contelui Lecomte du Noüy, cehul Karel Zdeněk Líman devine arhitect al palatului regal, ocupându-se în continuare de construirea castelului de vânătoare până în 1929, când moare și el. Castelul de vânătoare de la Lăpușna, nefiind terminat în timpul vieții lui Ferdinand I, n-a găzduit oaspeți în acea perioadă. Prințul Nicolae a moștenit castelul de vânătoare, prin codicilul testamentului regelui Ferdinand, dar în anul 1939 a fost silit să îl doneze fratelui său, regele Carol al II-lea.
Capacitatea castelului a fost folosită în fiecare vară, de către Carol al II-lea, care locuia la Lăpușna, în medie, câte 10 zile pe an. La castel soseau ca invitați membri ai familiei regale, ca regele Alexandru al Iugoslaviei și regina Mărioara. O prezență frecventă la Lăpușna, pentru vânătoare și pescuit, era cea a scriitorului Mihail Sadoveanu, cu autorizație specială de la rege.
Nomenclatura comunistă, venită la putere în România după abdicarea regelui Mihai, a preluat și castelul de vânătoare de la Lăpușna, loc unde au venit la partide de vânătoare numeroși șefi de state: Nikita Hrușciov, secretarul general al Partidului Comunist al Uniunii Sovietice, Todor Jivkov, lider al Partidului Comunist din Bulgaria, sau Iosip Broz Tito, fostul președinte al Iugoslaviei.
Până în anul 1989 Castelul de la Lăpușna s-a aflat în administrarea Oficiului Județean de Turism Mureș, iar după schimbarea de regim politic a ajuns în patrimoniul unei firme de turism din Târgu Mureș.

## Imagini

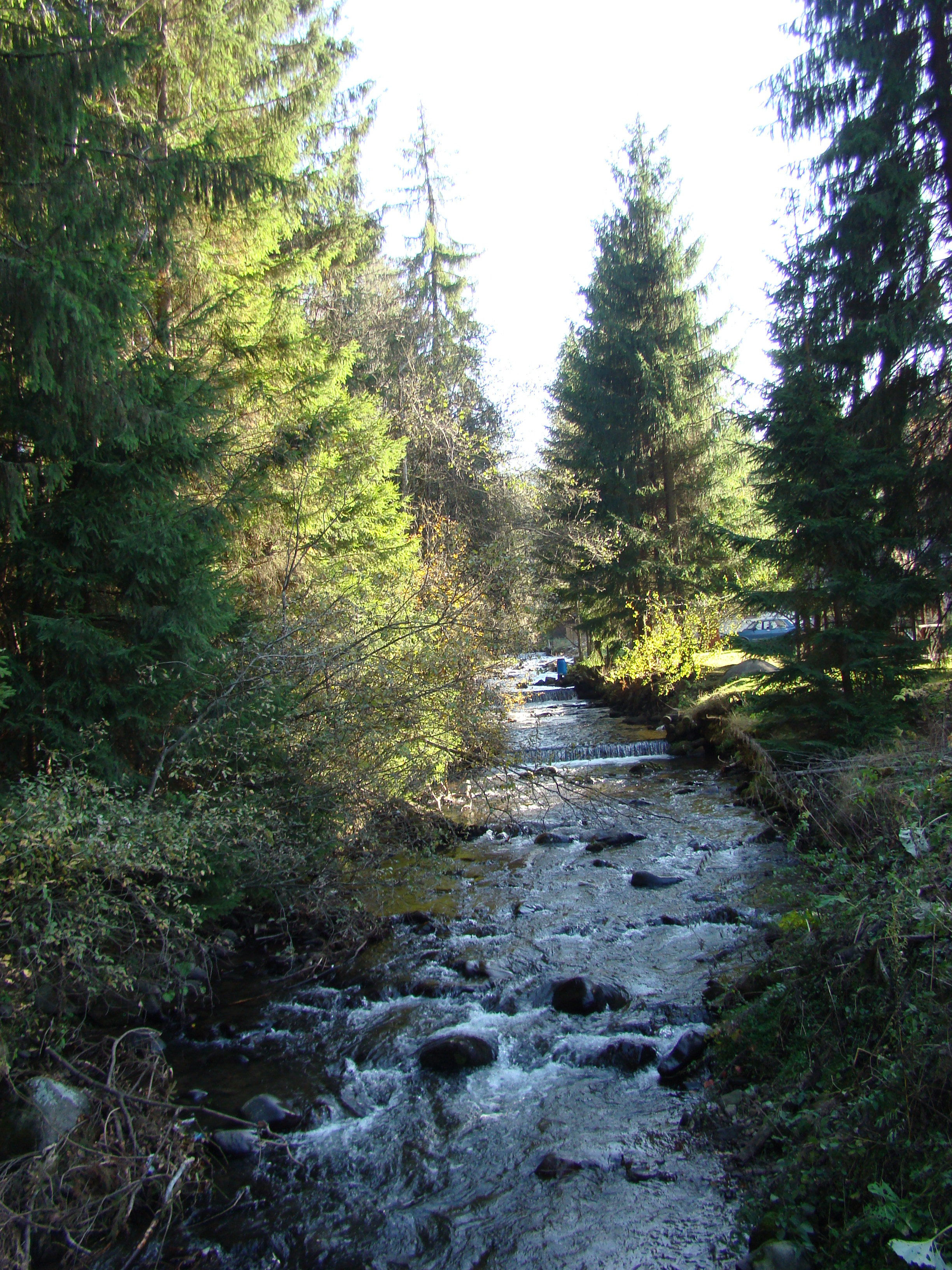
Pârâul Secuieu curge în apropiere
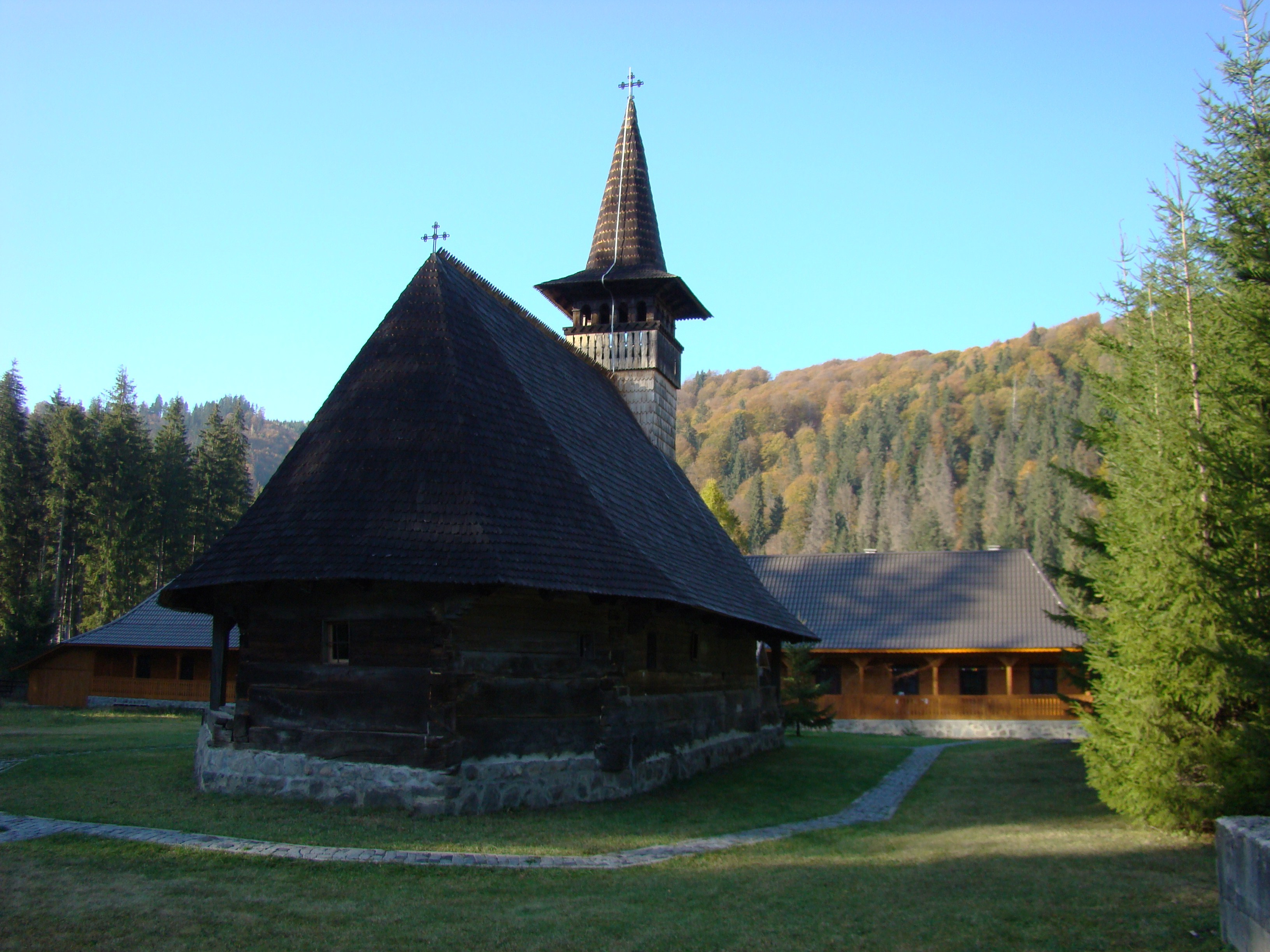
La o distanță de 300 de metri se află biserica de lemn, monument istoric, a mănăstirii Lăpușna
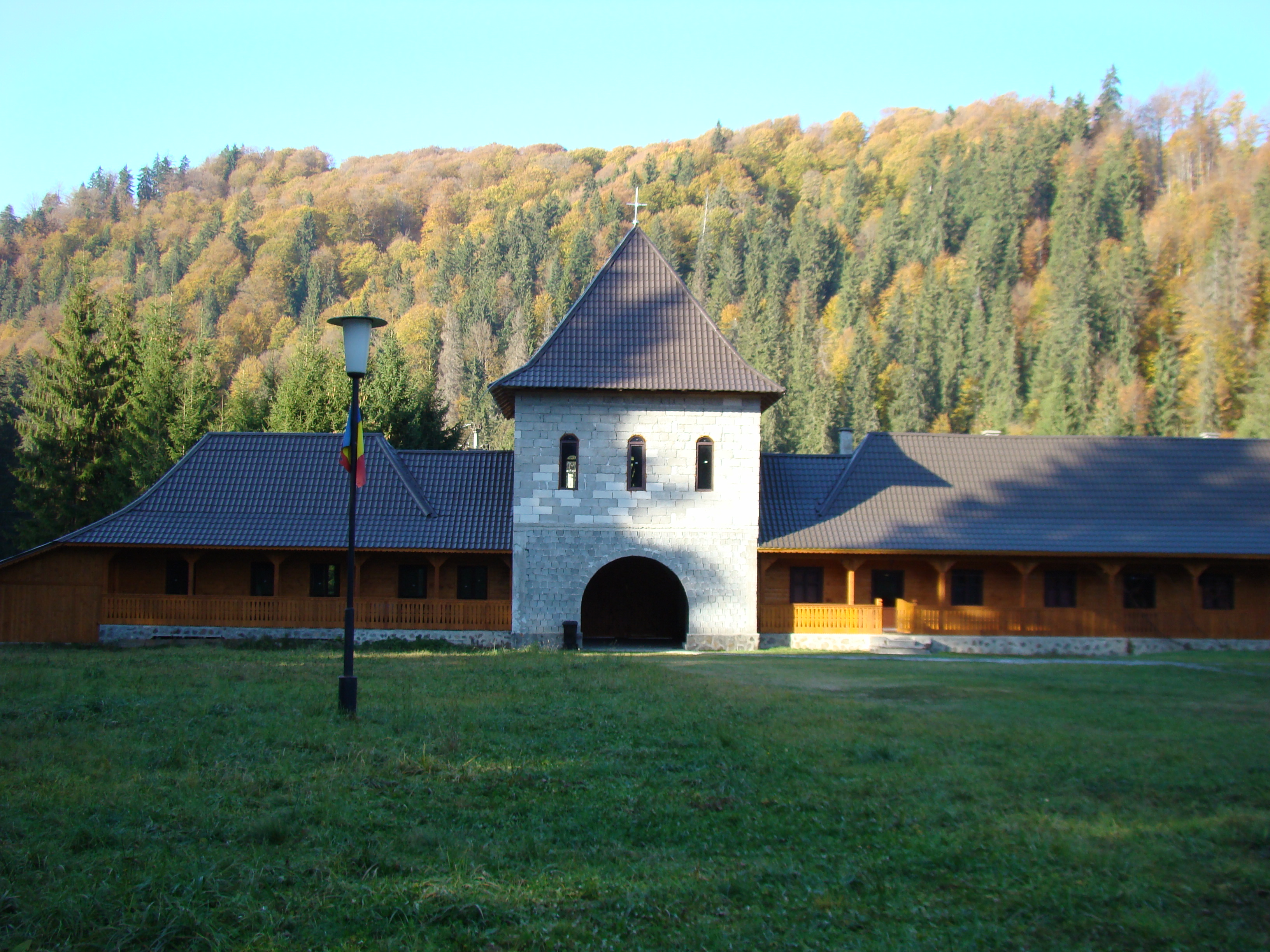